# Hesper
Le Hesper est un cotre britannique à coque, pont et mâts en bois. C'est une réplique de cotre-pilote des îles Scilly (Scillonian pilot cutter).
Son port d'attache actuel est Fowey au Royaume-Uni.

## Histoire
Il a été construit en 2004, par l'architecte naval Luke Powell, au chantier Work Sail à Gweek en Cornouailles. C'est une réplique d'un cotre pilote des îles Scilly construite pour le propriétaire du Lizzie May, qui voulait un bateau plus puissant.
Hesper fait partie d'une série de voiliers comparables, non identiques et de tailles variables. Le premier, le plus petit, est l'Eve of St Mawes, lancé en 1997. Puis ont suivi les Lizzie May (2001), Agnes of Scilly (2003), Ezra ,Tallulah (2008) et Amelie Rose (2009). Le dernier, le Freya, a été lancé en 2012. 
Hesper, malgré sa taille et son type de gréement (une grand-voile à corne, un flèche, deux focs et une trinquette), est facilement manœuvrable par deux marins. C'est un voilier de croisière privé.  
Il a participé à différentes éditions des Fêtes maritimes de Brest : Brest 2008 et aux Les Tonnerres de Brest 2012.